# Pristava pri Mestinju
Pristava pri Mestinju je naselje v Občini Podčetrtek.